# Episodi di Squadra Speciale Vienna (prima stagione)
La prima stagione della serie televisiva Squadra Speciale Vienna è stata trasmessa in anteprima in Austria dalla ORF tra il 20 settembre 2005 e il 7 dicembre 2005.
| nº | Titolo originale  | Titolo italiano | Prima TV Austria  | Prima TV Italia |
| -- | ----------------- | --------------- | ----------------- | --------------- |
| 1  | Racheengel        |                 | 20 settembre 2005 |                 |
| 2  | Abgetaucht        |                 | 28 settembre 2005 |                 |
| 3  | Menschenjagd      |                 | 5 ottobre 2005    |                 |
| 4  | Notwehr           |                 | 19 ottobre 2005   |                 |
| 5  | Gesicht des Bösen |                 | 25 ottobre 2005   |                 |
| 6  | Planspiele        |                 | 8 novembre 2005   |                 |
| 7  | Delikatessen      |                 | 15 ottobre 2005   |                 |
| 8  | Mörderische Hitze |                 | 23 novembre 2005  |                 |
| 9  | Blutige Spur      |                 | 29 novembre 2005  |                 |
| 10 | Gegen die Zeit    |                 | 7 dicembre 2005   |                 |